# Amen.
Amen. è un film del 2002 diretto da Costa-Gavras.
Girato tra Germania, Francia, Romania e Italia, il film è basato sull'opera di Rolf Hochhuth del 1963 Il Vicario.
Il segno di interpunzione (il punto) fa parte del titolo; "amen" è una parola di origine ebraica che significa "così sia". Nella versione in lingua tedesca il film è stato distribuito con il titolo Der Stellvertreter (in italiano Il Vicario).

## Trama
Il film narra il rapporto controverso tra il Vaticano e il nazismo in Germania. Il protagonista è Kurt Gerstein, un membro dell'Istituto d'igiene delle Waffen-SS. Durante un'ispezione presso il campo di sterminio di Auschwitz, viene sconvolto da quanto è costretto ad assistere, apprendendo tra l'altro che il famigerato Zyklon B, che egli aveva applicato per la depurazione dell'acqua dai parassiti per le truppe che combattevano al fronte, viene lì utilizzato per le camere a gas. Gerstein cerca di mettere al corrente papa Pio XII, trovando immediata chiusura da parte della gerarchia cattolica. L'unica persona che lo aiuta è Riccardo Fontana, un giovane prete gesuita.

## Dettagli sul soggetto
Kurt Gerstein è storicamente esistito ed è l'autore dell'omonimo rapporto che descrive parte degli eventi ripresi nel film, mentre il prete Riccardo Fontana è un personaggio puramente fittizio.

## Produzione

### Riprese
Le scene di interni della Santa Sede furono girate nel Palazzo del Parlamento a Bucarest, mancando l'autorizzazione del Vaticano per filmare nei propri palazzi. Le riprese a Roma si sono limitate agli interni di Palazzo Mattei di Giove e agli esterni circostanti fino al Ghetto di Roma.

## Casi mediatici
Il testo teatrale Il Vicario del 1963 fu oggetto di critiche circa la sua denuncia delle responsabilità della Chiesa cattolica per non aver pubblicamente osteggiato l'operato nazista nella macchina dello sterminio, controversia che si rinnovò all'uscita del film, soprattutto per la locandina - realizzata dal fotografo italiano Oliviero Toscani - che mostrava la fusione grafica fra la croce cristiana e la svastica nazista.
All'inizio del 2002, quindi giorni prima dell'uscita del film nelle sale, l’Agrif, Associazione integralista presieduta da Bernard Antony, consigliere regionale FN, mette in piedi un processo teso a censurare il manifesto del film di Oliviero Toscani. Costa-Gavras racconta che, all'udienza del 21 febbraio, una cinquantina di militanti dell' FN, per lo più anziani, assaltano e insultano il produttore e il regista del film. Alle accuse di offesa alla Chiesa e alla religione cattolica da parte dell'avvocato di Agrif, che parla anche di provocazione e diffamazione, quello dei cineasti parla con emozione della Shoah contro l'FN, che non avrebbe espresso il benché minimo dolore davanti ai sei milioni di ebrei morti.

## Premi e riconoscimenti
- Premi César 2003: miglior sceneggiatura
- Premi Lumière 2003: miglior film